# Паданская низменность
Пада́нская ни́зменность, или Пада́нская равни́на (от лат. Padus — название реки По у древних римлян; итал. Pianura Padana или Val Padana, эмил.-ром. Pianûra Padâna, ломб. Pianüra Padana) — низменность на севере Италии, между Альпами, Апеннинами и Адриатическим морем, преимущественно в бассейне реки По. 
Длина — около 500 км, ширина — до 200 км (на востоке). Образовалась на месте морского залива, расположенного в тектоническом прогибе, в результате заполнения его морскими, речными и флювиогляциальными отложениями мощностью свыше 8 км. Поверхность преимущественно плоская, постепенно понижается с запада на восток от 300—400 м до уровня моря. В центре Паданской низменности — глинистые низкие равнины с плодородными аллювиальными почвами, по краям — песчано-галечные высокие равнины. В низовьях реки По отдельные участки лежат ниже уровня моря. 
Климат переходный от субтропического к умеренному. Средняя температура января — от 0 до 4 °C, июля — от 22 до 24 °C. Осадков выпадает 600—1000 мм в год, максимумы весной и в начале лета, а также осенью. Устойчивый снежный покров не образуется. 
Водные ресурсы представлены густой сетью рек бассейна По, реками Адидже, Брента и др. Половодья весной и осенью. Русла рек, впадающих в Адриатическое море, подвержены блужданиям. Нередки наводнения (последние крупные были в 1951, 1957 и 1966 годах), для защиты от которых многие реки обвалованы. Густая сеть оросительных, осушительных и судоходных каналов. 
Покрывавшие ранее Паданскую низменность широколиственные (дуб, каштан, липа, бук, вяз) и пойменные (тополь, ива) леса почти сплошь вырублены. Лучше сохранилась растительность тростниковых болот и торфяников (особенно в дельтовых районах). 
Паданская низменность — житница Италии; основные сельскохозяйственные культуры — пшеница, кукуруза, рис; виноградники, фруктовые сады.

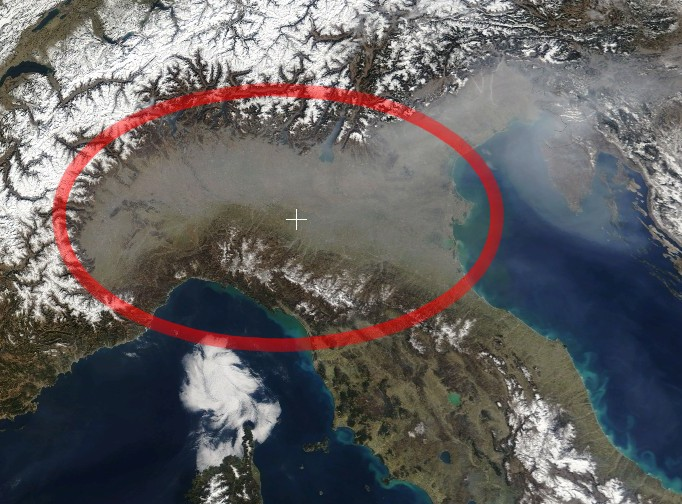
Вид из космоса

Крупнейшие города: Милан, Турин, Болонья, Венеция, Верона, Падуя.